# Mugabala Hosahalli, Hosakote
Mugabala Hosahalli là một làng thuộc tehsil Hosakote, huyện Bangalore Rural, bang Karnataka, Ấn Độ.